# The House of the Tolling Bell
The House of the Tolling Bell er en amerikansk stumfilm fra 1920 af J. Stuart Blackton.

## Medvirkende
- May McAvoy som Lucy Atheron
- Bruce Gordon som Richard Steele
- Morgan Thorpe som Anthony Cole
- Edward Elkas som Innkeeper Ducros
- Eulalie Jensen som Lola
- William R. Dunn som Jules La Rocque
- Edna Young som Stella
- William Jenkins som George